# ANAPC1
Субъединица комплекса стимуляции анафазы 1 (англ. Anaphase-promoting complex subunit 1) — фермент, кодируемый у человека геном ANAPC1.
ANAPC1 является одной из, по меньшей мере десяти, субъединиц комплекса стимуляции анафазы (APC), который функционирует при переходе от метафазы к анафазе клеточного цикла и регулируется контрольной точкой веретена деления белков. АРС — убиквитинлигаза Е3, которая служит регуляторным белком клеточного цикла для деградации протеасомы, тем самым способствуя прогрессированию клеточного цикла.

## Взаимодействия
ANAPC1, как было выявлено, взаимодействует с ANAPC5, ANAPC4, ANAPC2, CDC27 и ANAPC7.